# Ronde van het Poyangmeer
Ronde van het Poyangmeer is een wielerwedstrijd in China die voor het eerst plaatsvond in 2010 en onderdeel is van de UCI Asia Tour. De etappes worden verreden rond het Poyangmeer in de provincie Jiangxi. De wedstrijd is altijd een meerdaagse wedstrijd geweest en heeft door de jaren heen uit een verschillend aantal etappes bestaan, wisselend van twee etappes tot elf. De gemiddelde lengte van een etappe is rond de 100 kilometer, de laatste jaren is er geregeld een tijdrit opgenomen in de kalender.

## Lijst van winnaars

### Overwinningen per land
| Overwinningen | Land                                 |
| ------------- | ------------------------------------ |
| 2             | Australië, Nederland, Rusland        |
| 1             | China, Duitsland, Oekraïne, Slovenië |

2005 · 
2006 · 
2007 · 
2008 · 
2009 · 
2010 · 
2011 · 
2012 · 
2013 · 
2014 ·
2015 ·
2016 ·
2017 ·
2018 ·
2019 ·
2020 ·
2021 ·
2022 ·
2023 · 
2024 · 
2025
Belangrijkste wedstrijden

Ronde van Hainan · Japan Cup · Ronde van Sharjah · Ronde van het Taihu-meer · Ronde van Fuzhou · Ronde van Dubai · Ronde van Qatar · Ronde van Oman · Ronde van Langkawi · Ronde van Taiwan · Ronde van Iran · Ronde van Japan · Ronde van Korea · Ronde van het Qinghaimeer · Ronde van China I · Ronde van China II · Ronde van Almaty